# Galtee Mountains
Die Galtee Mountains (auch Galty Mountains oder Galtees, irisch: Na Gaibhlte) sind ein Gebirgszug in Irland.
Die Berge erstrecken sich über Teile der Grafschaften Limerick, Tipperary und Cork in der Provinz Munster.
Die Bezeichnung Galtee ist wohl eine Verballhornung des ursprünglichen Sléibhte na gCoillte („Berge der Wälder“), einer älteren Bezeichnung der Berge im Irischen.
Die Galtee Mountains sind Irlands höchstes Binnengebirge in der Form eines hohen Bergrückens, der ungefähr von West nach Ost verläuft. Das Gebirge erhebt sich fast senkrecht aus der umgebenden Ebene, dem sog. Golden Vale (Irish: Machaire na Mumhan).
Insbesondere nach Norden hin zum Glen of Aherlow fallen die Berge recht steil ab.
Der höchste Gipfel ist der Galtymore (oder Galteemore, irisch: Gaibhlte Mór oder Cnoc Mór na nGaibhlte) mit 919 m. Er liegt an der Grenze der Grafschaften Limerick und Tipperary.
Weitere Erhebungen größer als 700 m sind:
- Lyracappul (ir. Ladhar an Chapaill, 825 m),
- Carrignabinnia (ir. Carraig na Binne, 822 m),
- Greenane (ir. An Grianán, 802 m),
- Galtybeg (ir. Gaibhlte Beag, 799 m),
- Temple Hill (ir. Cnoc an Teampaill, 785 m),
- Greenane West (ir. An Grianán Thiar, 786 m),
- Slievecushnabinnia (ir. Sliabh Chois na Binne, 766 m).

Im Gebiet der Galtees wird traditionell Milchwirtschaft betrieben. Mitchelstown, eingebettet auf der Cork-Seite des Gebirges, und Tipperary auf der nördlichen Seite sowie Cahir im Osten sind die wichtigsten Städte und Wirtschaftszentren für die Region.

## Geologie

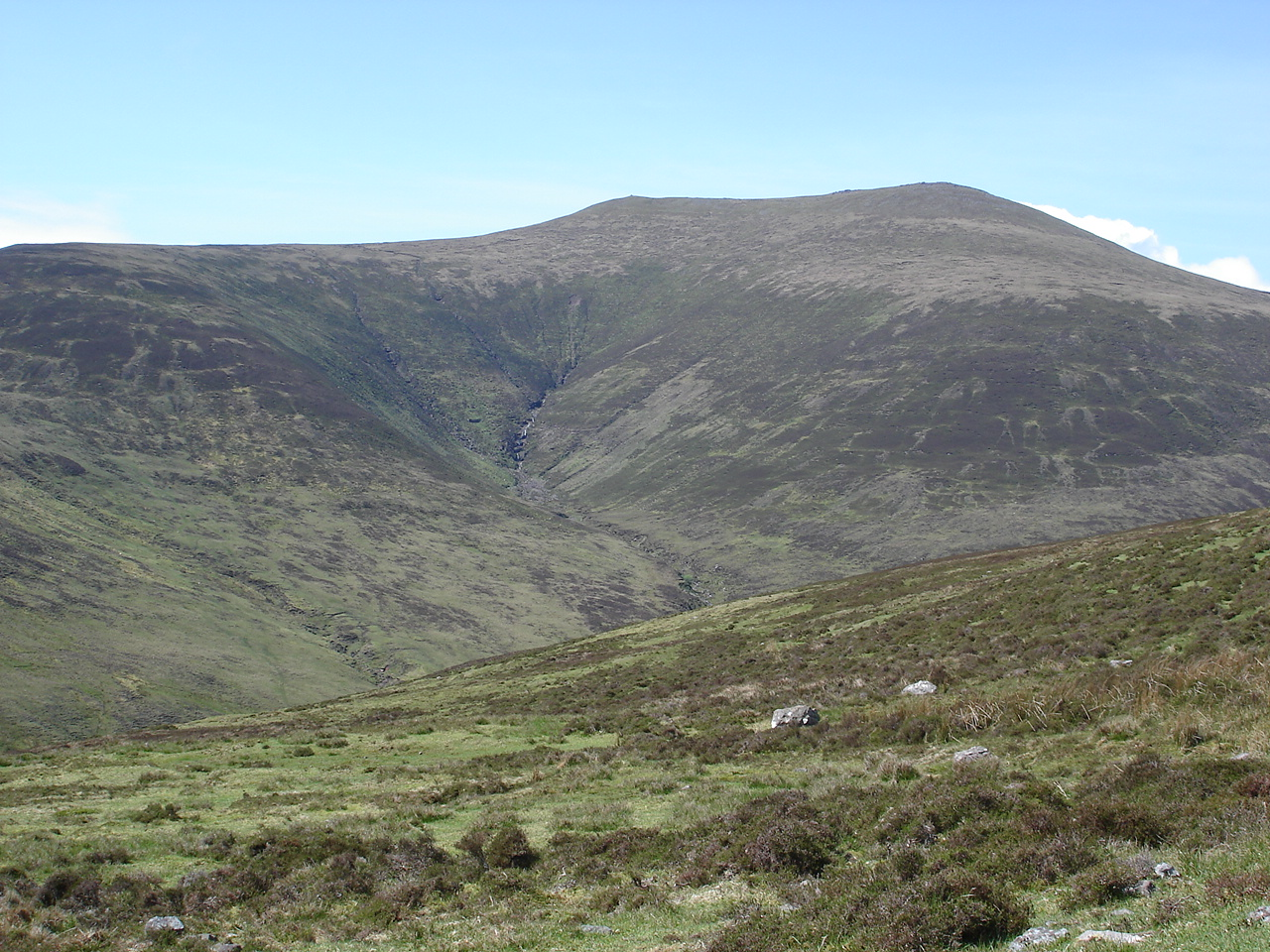
Galteemore

Die Galtees wurden während der Kaledonischen Faltung nach Vereinigung der erdgeschichtlichen Kontinente Avalonia, Baltica und Laurentia zu Laurussia gebildet. Das ursprüngliche, weiche Silur-Gestein erodierte, der daraus entstehende Sand verdichtete sich über mehrere Millionen Jahren zu hartem Old-Red-Sandstein, welcher die äußere Schicht des Gebirges bildet. Im Inneren blieb der Silur-Kern erhalten.
Zwei größere Perioden der Eiszeit betrafen das Gebiet. Die abgerundeten Gipfel der Galtees bildeten sich über dem Eis. Der ständige Frost-Tau-Wechsel führte zu den heutigen steinigen, geröllbedeckten Gipfeln. Gletscher bildeten auf höher gelegenen Hängen Talkessel (sog. Kare, in Irland Corries genannt), in welchen sich fünf Karseen befinden, u. a. Lough Curra (Loch Curra) und Lough Bohreen (Loch Bóithrín) in der Umgebung des Galteemore sowie Lough Muskry (Loch Mhúscraí) unterhalb des Greenane.